# Crossing Swords
Crossing Swords è una serie televisiva animata statunitense del 2020, creata da John Harvatine IV e Tom Root.
La serie viene pubblicata negli Stati Uniti su Hulu dal 12 giugno 2020.

## Trama
La serie segue le avventure di Patrick, un contadino di buon cuore che ottiene l'ambita posizione di scudiero al castello reale. Il lavoro dei suoi sogni si trasforma rapidamente in un incubo quando scopre che il suo amato regno è gestito da un gruppo di monarchi arrapati, truffatori e ciarlatani. In più i suoi valori lo hanno reso la pecora nera della sua famiglia, portando i suoi fratelli criminali a tornare per rendere la sua vita un inferno.

## Episodi
| Stagione         | Episodi | Pubblicazione USA | Prima TV Italia |
| ---------------- | ------- | ----------------- | --------------- |
| Prima stagione   | 10      | 2020              | inedita         |
| Seconda stagione | 10      | 2021              | inedita         |

## Personaggi e doppiatori

### Personaggi principali
- Patrick, doppiato da Nicholas Hoult.
- Re Merriman, doppiato da Luke Evans.
- Regina Tulip, doppiata da Alanna Ubach.
- Broth, doppiato da Adam Pally.
- Coral, doppiata da Tara Strong.
- Blarney, doppiato da Tony Hale.
- Ruben, doppiato da Adam Ray.
- Blinkerquartz, doppiato da Seth Green.
- Glenn, doppiato da Breckin Meyer.
- Doreen, doppiata da Wendi McLendon-Covey.

### Personaggi ricorrenti
- Sergente Meghan, doppiata da Yvette Nicole Brown.
- Principessa Blossom, doppiata da Maya Erskine.
- Keefer, doppiato da Ben Schwartz.
- Re Vecchio, doppiato da Rob Corddry.
- Sloane, doppiata da Jameela Jamil.